# John Sykes (gitarzysta)
John James Sykes (ur. 29 lipca 1959 w Reading, zm. w grudniu 2024) – brytyjski gitarzysta i wokalista heavymetalowy, grał w zespołach Streetfighter, Tygers of Pan Tang, Badlands, Thin Lizzy, Whitesnake, Blue Murder oraz w swoim projekcie solowym.
W 2004 muzyk został sklasyfikowany na 56. miejscu listy 100 najlepszych gitarzystów heavymetalowych wszech czasów według magazynu Guitar World.
10 kwietnia 1989 zawarł związek małżeński z Jennifer Brooks, po czterech latach wspólnego życia. Rozwiedli się w 1999. Miał trzech synów: Jamesa, Johna Jr. i Seana.
Zmarł w grudniu 2024 po walce z chorobą nowotworową w wieku 65 lat.